# Anzia ornatoides
Anzia ornatoides är en lavart som beskrevs av Yoshim. Anzia ornatoides ingår i släktet Anzia och familjen Parmeliaceae.   Inga underarter finns listade i Catalogue of Life.